# Camptoprosopella
Camptoprosopella är ett släkte av tvåvingar. Camptoprosopella ingår i familjen lövflugor.

## Dottertaxa tillCamptoprosopella, i alfabetisk ordning[1]
- Camptoprosopella acuticornis
- Camptoprosopella angulata
- Camptoprosopella antennalis
- Camptoprosopella atra
- Camptoprosopella borealis
- Camptoprosopella cincta
- Camptoprosopella confusa
- Camptoprosopella cruda
- Camptoprosopella cubana
- Camptoprosopella decolor
- Camptoprosopella diversa
- Camptoprosopella dolorosa
- Camptoprosopella equatorialis
- Camptoprosopella flavipalpis
- Camptoprosopella gracilis
- Camptoprosopella hera
- Camptoprosopella imitatrix
- Camptoprosopella latipunctata
- Camptoprosopella longisetosa
- Camptoprosopella maculipennis
- Camptoprosopella mallochi
- Camptoprosopella media
- Camptoprosopella nigra
- Camptoprosopella ocellaris
- Camptoprosopella pallidicornis
- Camptoprosopella plumata
- Camptoprosopella resinosa
- Camptoprosopella setipalpis
- Camptoprosopella slossonae
- Camptoprosopella texana
- Camptoprosopella varia
- Camptoprosopella verticalis
- Camptoprosopella vulgaris
- Camptoprosopella xanthoptera